# Émile Friol
Émile Louis Friol, född 9 mars 1881 i Lyon, död 16 november 1916 i Amiens, var en fransk tävlingscyklist. 
Friol vann 1907 och 1910 professionella världsmästartiteln i sprinteråkning (andra gången efter finalsegrar över Thorvald Ellegaard) och tre gånger Grand Prix de Paris. Han vann 1904–1913 det franska professionella mästerskapet fem gånger. Friol ägde en oerhört snabb spurt och körde de sista 200 metrarna på 11,2 sekunder, den snabbaste tid, som dittills noterats.